# David Irving

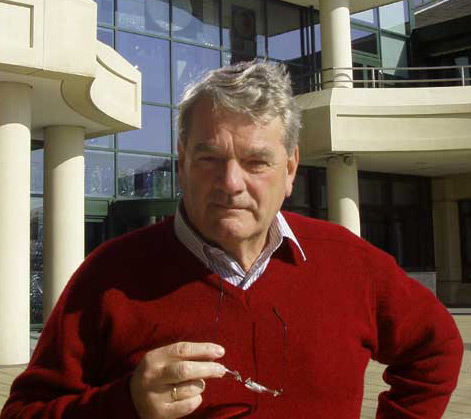
David Irving, 2003

David John Cawdel Irving (* 24. března 1938, Hutton) je kontroverzní britský spisovatel a amatérský historik, se zaměřením na literaturu faktu[zdroj?] o období druhé světové války a nacistického Německa, známý rasista, antisemita a popírač holocaustu.
Je autorem zhruba 30 knih, mezi jinými Zkáza Drážďan (1963), Hitlerova válka (1977), Churchillova válka (1987), Rommel – liška pouště (1999). Většinu knih napsal v angličtině, některé v němčině.
V roce 2000 žaloval u britského soudu pro urážku na cti historičku Deborah Lipstadtovou a její nakladatelství Penguin Books, protože ho ve své knize označila za popírače holocaustu, antisemitu a falšovatele dějin. Soud na základě podrobného studia Irvingových knih jednoznačně rozhodl, že David Irving záměrně zkresluje historické prameny, aby dokázal svoje sporné teze. Dále rozhodl, že David Irving skutečně popírá holocaust, nemá pravdu, když popírá existenci plynových komor v Osvětimi-Birkenau, tzv. Leuchterova zpráva není věrohodným důkazem neexistence vraždění plynem v osvětimském táboře, manipuluje s fakty, falšuje je a uzpůsobuje svým ideologickým východiskům, ve vylíčení bombardování Drážďan používal falešné statistiky, lživě interpretoval výpovědi svědků, byl ve spojení s pravicovými radikály a vystupoval na jejich shromážděních.
V Rakousku byl Irving odsouzen a uvězněn pro zpochybňování holocaustu, je persona non grata v Německu, Rakousku, Itálii, Kanadě a Austrálii. Mezi jiným zpochybňoval také existenci plynových komor v Osvětimi, na což později (na základě studia sovětských archivů) přehodnotil svůj názor.[zdroj?]

## Život

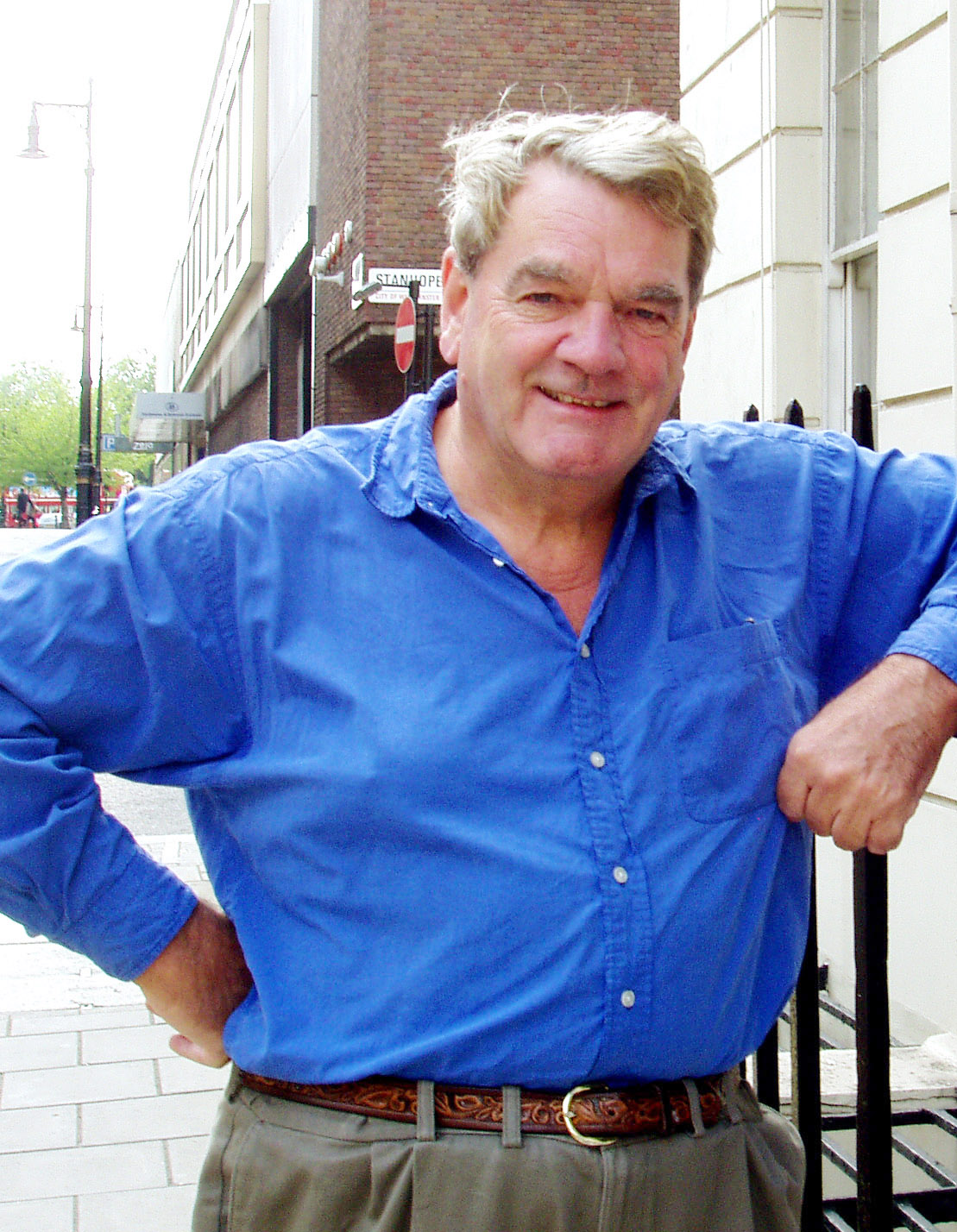
David Irving

David Irving se narodil roku 1938 v britském Huttonu. Jeho otec byl důstojníkem královského námořnictva, matka ilustrátorka. Po dokončení střední školy začal studovat přírodní vědy nejprve na Imperial College London a posléze na Londýnské univerzitě. Svá vysokoškolská studia však nikdy nedokončil. Historii nikdy nestudoval, v tomto oboru je autodidaktem. Jako student se účastnil činnosti britských konzervativců a v roce 1959 působil jako redaktor satirického časopisu Carnival Times, ve kterém se mimo jiné zastával apartheidu v Jihoafrické republice. Po ukončení studia pracoval rok jako dělník v Severním Porýní-Vestfálsku v železárnách koncernu Thyssen. Naučil se tam perfektně německy, tyto znalosti využil ve své pozdější činnosti. Potom se odstěhoval do Španělska, kde pracoval jako úředník na letecké základně.
Při svém pobytu v Německu se začal zajímat o německé dějiny a na toto téma v letech 1959 až 1961 publikoval v Británii několik článků.[zdroj⁠?!] V roce 1962 napsal pro německý pravicový časopis Neue Illustrierte řadu 37 článků zabývajících se bombardováním Drážďan Wie Deutschlands Städte starben (česky: Jak umírala německá města). Z nich také vycházel ve své první knize The Destruction of Dresden (vyšlo 1963, česky Zkáza Drážďan), zabývající se především oprávněností spojeneckých náletů na Německo a saskou metropoli ke konci války. V prvním vydání knihy Irving uvádí 100 – 250 tisíc obětí bombardování Drážďan, což je mnohem více, než do té doby publikované relevantní prameny. V dalších vydáních knihy snížil tento údaj na 50 – 100 tisíc obětí, přičemž oficiálně uznávaný odhad počtu obětí se pohybuje mezi 25 až 35 tisíc obětí.
Po úspěchu knihy o bombardování Drážďan se Irving rozhodl věnovat Adolfu Hitlerovi. Jeho pověst mu usnadnila přístup k Hitlerově sekretářce Christině Schröderové, pobočníkovi Otto Günschemu a dalším lidem z Hitlerova okolí. Od nich pak získal řadu informací a dokumentů, současně byl jimi fascinován.
Od té doby napsal Irving řadu knih, které se zabývají především obdobím druhé světové války. Do konce šedesátých let vyšly ještě v roce 1964 The Mare's Nest (česky Tajné zbraně), která se věnuje vývoji takzvaných zázračných zbraní v nacistickém Německu, roku 1967 The Virus House, věnovaná německému atomovému programu, The death of General Sikorski, která pojednává o smrti předsedy polské exilové vlády při letecké nehodě u Gibraltaru, o níž tvrdí, že šlo ve skutečnosti o vraždu nařízenou Winstonem Churchillem, a The Destruction of Convoy PQ 17 o neúspěšné spojenecké námořní operaci na konvojové trase do Sovětského svazu.
V dalších letech vydal biografie Erwina Rommela, Josepha Goebbelse, Hermanna Göringa, Winstona Churchilla, Erharda Milcha, knihu Hitlerova válka (Hitler's war), v níž se snažil o vylíčení průběhu války z pohledu Hitlera a zpochybnil v ní představu Hitlera jako všemocného diktátora nezávislého na svém okolí, a Nuremberg: The Last Battle (Norimberk: Poslední bitva), kde vylíčil průběh Norimberského procesu a snažil se mimo jiné zodpovědět otázku, kdo poskytl Göringovi ampuli s jedem.[zdroj⁠?!]
Od devadesátých let příležitostně spolupracuje s kalifornským Institute for Historical Review, organizací zaměřenou na vydávání publikací popírajících holocaust.
V listopadu 1963 se Irving obrátil na policii s podezřením, že se stal obětí vloupání do svého londýnského bytu. Antifašistický aktivista Gerry Gable, společně se dvěma společníky, se vydávali za pracovníky pošty, protože plánovali získat na Irvinga kompromitující materiály. Gable a Manny Carpel byli následně odsouzeni k pokutě 20 liber.

## David Irving a holocaust

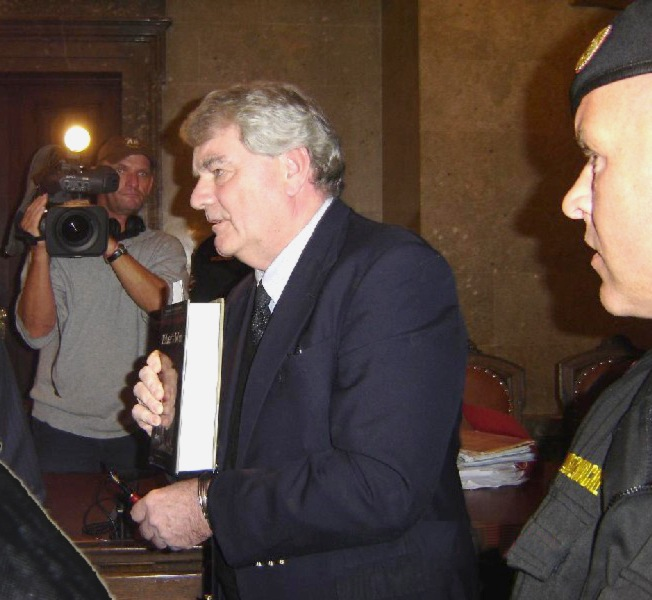
David Irving během soudního procesu ve Vídni

Již ve své knize Hitlerova válka prosazoval názor, že Hitler konečné řešení židovské otázky nenaplánoval a do roku 1943 ani o jeho realizaci nevěděl. Ke konci osmdesátých let a na počátku let devadesátých zastával názor, že v Osvětimi neexistovaly plynové komory, který však na základě svého studia sovětských archivů přehodnotil.[zdroj⁠?!]
V roce 1988 Irving ochotně přijal falešné důkazy Leuchterovy zprávy, popírající existenci plynových komor, která měla potvrzovat jeho pohled na druhou světovou válku a poskytovala podporu jeho tezím, že Adolf Hitler o holokaustu nevěděl a ten byl prováděn za jeho zády. Toto své stanovisko prezentoval na jedenácté konferenci Institute for Historical Review v říjnu 1992, kde nicméně nepopřel masové vraždění Židů popravčími četami na okupovaném sovětském území
Roku 1995 prohrál občanskoprávní spor, v němž žaloval historičku Deboru Lipstadtovou pro urážku na cti, které se měla podle jeho názoru dopustit tím, že jej ve své knize Popírání holocaustu označila za popírače holocaustu a antisemitu. Soud jeho žalobu zamítl a ztotožnil se s tvrzením Lipstadtové, že Irving je antisemita a popírač holokaustu, který z vlastních ideologických důvodů opakovaně a úmyslně dezinterpretoval a manipuloval historické prameny. Rozsudek pro Irvinga znamenal nejen porážku v soudním sporu, ale též vážné finanční potíže a diskreditaci v očích většiny veřejnosti.

Ve své expertní zprávě, vytvořené pro účely soudního sporu, napsal britský profesor Richard J. Evans:
    „Žádná z [Irvingových] knih, žádný projev nebo článek, ani jeden odstavec, ani jedna věta v žádném z nich, nemůže být brána za hodnověrnou jako přesné zobrazení jejího historického subjektu. Všechny jsou z historického pohledu zcela bezcenné, protože Irvingovi nelze nikde důvěřovat v tom, že by poskytoval spolehlivý popis toho, o čem mluví nebo o čem píše... pokud považujeme za historika někoho, komu jde o to zjistit pravdu o minulosti a o podání jejího popisu tak přesně, jak jen to je možné, pak Irving není historik “.
Soudní výlohy, které musel Irving zaplatit, přesáhly dva a půl miliónu liber. Peníze sháněl prostřednictvím svých webových stránek, ale hlavním zdrojem financí byly přes čtyři tisíce pravidelných dárců, vedle různých neonacistů přispívá i několik arabských šejků.
V roce 2002 vyhlásil bankrot, při kterém přišel o svůj dům, na jeho cesty po světě ovšem neměly finanční obtíže vliv.
I přes to, že prohrál i další spor, který znamenal další výdaje, nemělo to za následek jeho totální finanční úpadek. Irving nyní obývá 40pokojové panské sídlo poblíž města Nairn ve Skotsku, poskytnuté mu anonymním dárcem.
V roce 2016 byl o zmiňovaném soudním procesu natočen film Denial.
Když v roce 2005 na pozvání buršáckého spolku Olympia navštívil Rakousko, kde na něj byl od konce 80. let pro jeho výroky ohledně holocaustu vydán zatykač, byl 11. listopadu rakouskou policií zatčen. Irving se při přelíčení přiznal k obvinění z „trivializování, hrubého znevažování a popírání holokaustu“. Irving ve své obhajobě uvedl, že své názory na holokaust změnil: „Řekl jsem to tehdy na základě svých tehdejších znalostí, ale v roce 1991, když se mi dostaly do rukou Eichmannovy dokumenty, jsem to již neříkal a neříkám to ani teď. Nacisté zabili miliony Židů.“ Irving byl odsouzen k tříletému trestu odnětí svobody v souladu se zákonem zakazujícím činnost národně socialistických organizací. Propuštěn byl předčasně v prosinci 2006, současně mu byl zakázán vstup do Rakouska.
Proti uvěznění Irvinga se vyslovila řada zastánců svobody slova, dokonce i jeho odpůrkyně Deborah Lipstadtová.

V roce 2007 se účastnil se svým vydavatelstvím Focal Point Publications Mezinárodního knižního veletrhu ve Varšavě, kde propagoval své knihy a obhajoval tezi, že Hitler nevěděl o holocaustu. Plánoval zde i tiskovou konferenci. Byl však z veletrhu i se svým vydavatelem vykázán, což rozhořčeně komentoval tím, že v Polsku není svoboda slova.

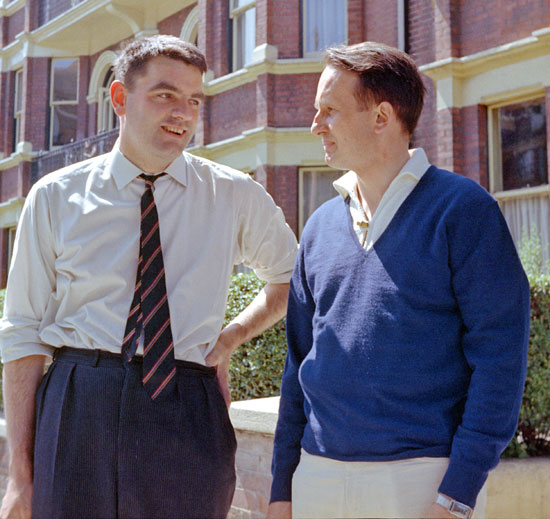
David Irving (vlevo) a Rolf Hochhuth v roce 1966

Soudní proces přesvědčivě ukázal, že Irving ve svých dílech záměrně zkresluje získaná fakta, účelově vybírá a falšuje zdroje a používá metody, které jsou v rozporu se standardy práce historika. Oproti oficiálním a ověřeným údajům a pracím historiků navyšuje škody způsobené Německu, zveličuje spojenecké válečné zločiny a naopak umenšuje nebo bagatelizuje válečné zločiny Třetí říše.
Má zakázán vstup na území Německa, Rakouska, Itálie, Kanady, Austrálie a Nového Zélandu.
Řada jeho knih vyšla v České republice, na českém trhu s historickými tituly patřil k nejpřekládanějším autorům.
Někteří odpůrci Irvinga v České republice chtěli Irvingovy knihy zakázat půjčovat v českých knihovnách a prodávat v knihkupectvích. Tyto snahy však například ředitel Městské knihovny v Praze Tomáš Řehák, ač sám nemá Irvinga v oblibě, odmítl.
Norský literární festival 2009
V říjnu 2008 proběhla v Norsku diskuse o pozvání Davida Irvinga, který měl přednést řeč na Norském festivalu literatury 2009. Několik nejvýznamnějších norských autorů proti tomu ostře protestovalo. Vedoucí festivalového výboru, Jesper Holte, obhajoval Irvingovo pozvání slovy: „Naším programem je pozvat lháře a falešnou historii na festival o pravdě“.
Po několika dnech festival pozvánku zrušil.